# The Keeper of the Bees (film, 1925)
Pour les articles homonymes, voir The Keeper of the Bees.
The Keeper of the Bees est un film américain réalisé par James Leo Meehan et sorti en 1925.

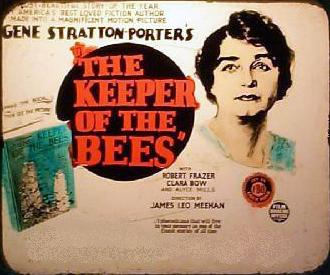
Affiche du film

Le rôle du jeune garçon gardien des abeilles est tenu par la petite-fille de Gene Stratton-Porter dont le roman est adapté.

## Synopsis

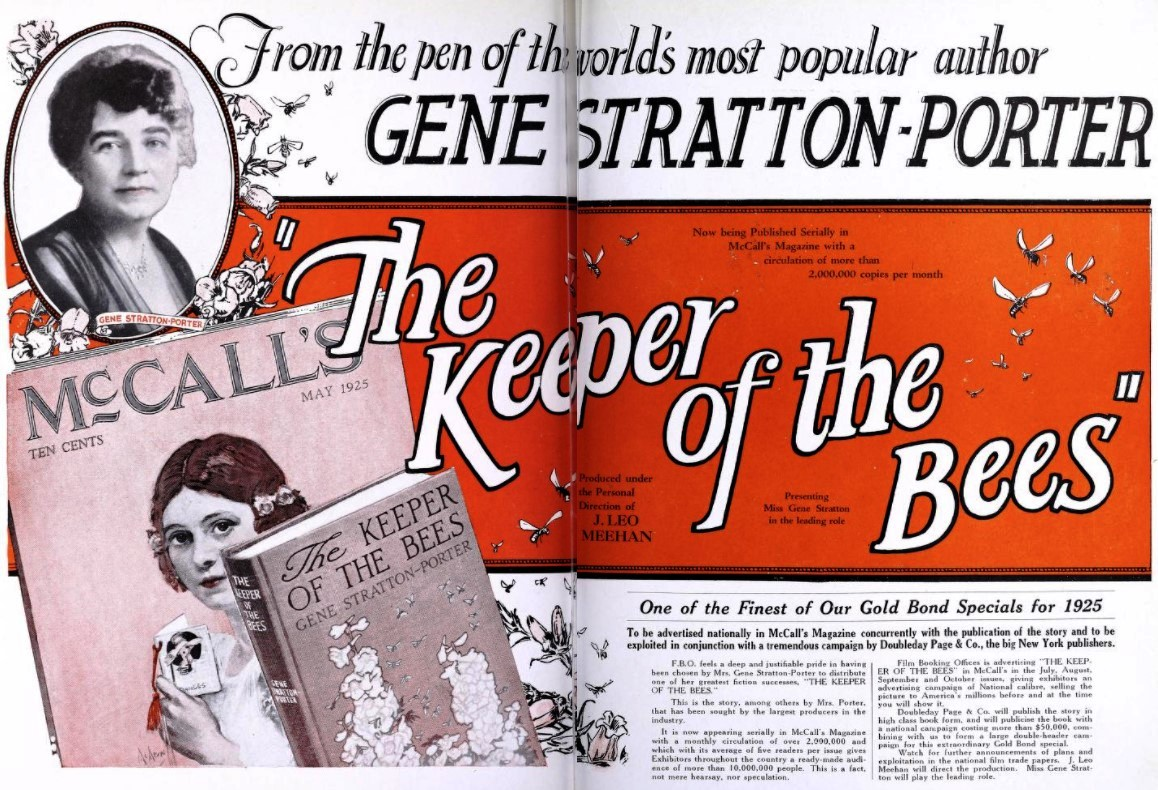
Annonce du film dans le magazine Exhibitors Herald.

James Lewis MacFarlane, un héros de la Première Guerre mondiale, a passé de longs mois dans les hôpitaux pour soigner ses blessures de guerre. Il apprend qu'il ne lui reste qu'un an à vivre. Il décide de quitter l'hôpital pour passer sa dernière année à découvrir le monde. James rencontre un vieux vétéran qui vit seul et s'occupe de centaines d'abeilles. Lorsque celui-ci tombe malade, on fait confiance à James pour s'occuper des abeilles. James rencontre alors l'autre gardien des abeilles, Little Scout, un garçon de 11 ans.

## Fiche technique
- Réalisation : James Leo Meehan
- Scénario : James Leo Meehan d'après The Keeper of the Bees de Gene Stratton-Porter
- Photographie : John W. Boyle
- Genre : mélodrame[2]
- Société de production : Gene Stratton Porter Productions
- Distributeur : Film Booking Offices of America
- Durée : 70 minutes
- Date de sortie : 6 septembre 1925

## Distribution

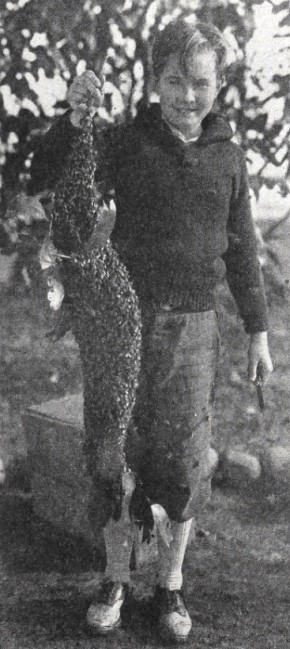
Gene Stratton-Porter Monroe (1914 – 1966), petite-fille de l'auteur Gene Stratton-Porter, tenant un essaim d'abeilles.

- Robert Frazer : James Lewis MacFarlane
- Josef Swickard : Michael Worthington / Bee Master
- Martha Mattox : Margaret Cameron
- Clara Bow : Alice Louise Cameron
- Alyce Mills : Molly Cameron
- Gene Stratton : Little Scout
- Joe Coppa : Angel Face
- Ainse Charland : Fat Ole Bill
- Billy Osborne : Nice Child